# Santi Severino e Sossio (Nápoly)
A SS. Severino e Sossio egy nápolyi templom. Egyike a város legrégebbi templomainak. A X. században építették bencés szerzetesek számára, akik kénytelenek voltak elhagyni korábbi kolostorukat a szaracén portyázások miatt. Ide hozták Szent Szeverinusz ereklyéit is. 1904-ben a templomban helyezték el Szent Sosius ereklyéit is (innen származik a templom elnevezése is). A XVI. században építették újra Giovanni Francesco di Palma vezetése alatt. A bencések 1799-es kiűzése után a jakobinusoké lett, majd 1813-tól a tengerész akadémia vette birtokba, mely itt rendezte be levéltárát. Kupolája Sigismondo di Giovanni munkája.A templombelső díszítései Belisario Corenzio, Francesco de Mura valamint Marco Pino nevéhez fűződnek. Az oltár Cosimo Fanzago alkotása.